# Trampoline aux Jeux olympiques d'été de 2024
Pour des articles plus généraux, voir Trampoline aux Jeux olympiques et Gymnastique aux Jeux olympiques d'été de 2024.
Navigation
Tokyo 2020 Los Angeles 2028
Les épreuves de trampoline aux Jeux olympiques d'été de 2024 se tiennent le 2 août 2024 à l'Arena Bercy à Paris dans le 12e arrondissement, en France. Il s'agit de la septième apparition du trampoline au programme des Jeux olympiques d'été depuis son intégration en 2000 à Sydney.
Comme lors des six précédentes éditions, la compétition se compose de deux concours, un masculin et un féminin, et voit s'affronter 32 athlètes (16 hommes et 16 femmes).

## Préparation de l'évènement

### Désignation du pays hôte
La commission exécutive du Comité international olympique a sélectionné en décembre 2016 deux villes candidates officielles parmi une liste de cinq villes postulant à la candidature. Les deux villes retenues (Los Angeles et Paris) ont alors entamé la deuxième phase de la procédure.
À l'issue de celle-ci, le 13 septembre 2017 à Lima, au Pérou, après avoir étudié les dossiers de chaque ville, le jury décide, en raison de la qualité des deux candidatures, de désigner Paris comme ville hôte des Jeux olympiques de 2024 et Los Angeles pour ceux de 2028.

### Site des compétitions
Les épreuves masculines et féminines de trampoline se déroulent au Palais omnisports de Paris-Bercy, renommée Arena Bercy à l'occasion des Jeux olympiques, situé dans le 12e arrondissement de Paris.
Le Palais omnisports de Paris-Bercy, inauguré le 3 février 1984 et rénové en 2015, accueille également les épreuves de gymnastique artistique ainsi que les phases finales des tournois féminin et masculin de basket-ball. Le site, qui peut accueillir jusqu'à 15 000 spectateurs en configuration olympique, est un habitué des grandes compétitions sportives et a déjà notamment servi de décor aux Championnats d'Europe d'athlétisme en salle en 1994 et 2011, aux Championnats du monde d'athlétisme en salle 1997, aux phases finales des Championnats du monde masculin de handball en 2001, 2017 et féminin en 2007 ainsi qu'aux Championnat du monde de hockey sur glace 2017. La salle a également hébergé plusieurs matchs de NBA dans le cadre des NBA Paris Game.
| Paris, 12e arrondissement                           | \| Arena Bercy \| |
| Arena Bercy                                         | \| Arena Bercy \| |
| Capacité: 15 000                                    | \| Arena Bercy \| |
| Vue extérieure du Palais omnisports de Paris-Bercy. | \| Arena Bercy \| |
| Arena Bercy                                         |                   |

## Participation

### Critères de qualification
Comme lors des six précédentes éditions des Jeux, un quota de 32 athlètes, 16 hommes et 16 femmes, a été imposé par le CIO pour les compétitions de trampoline. Le système de qualification repose sur trois critères principaux. Le premier critère concerne les Championnats du monde 2023 organisés à Birmingham, au Royaume-Uni du 9 au 12 novembre 2023, où les huit meilleures femmes et les huit meilleurs hommes des finales se qualifient, avec un maximum d'un athlète par comité national olympique. Si deux athlètes représentant le même comité participent aux finales, seul le mieux classé après les qualifications sera pris en compte,.
Le deuxième critère est basé sur les résultats obtenus lors des épreuves de la Coupe du monde individuel de trampoline 2023-2024, organisées entre février 2023 et avril 2024. À l'appui des trois meilleures performances des athlètes lors de ces compétitions, les dix mieux classés obtiennent une place de quota pour leur comité olympique avec un maximum d’une place par nation, à condition qu'il ne soit pas déjà qualifié via le premier critère.
Enfin, le troisième critère concerne des championnats continentaux (tels que les Championnats d'Europe ou d'Afrique). Les meilleurs athlètes féminins et masculins des finales de chaque championnat continental décrocheront une place de quota pour leur nation, à condition que leur continent ne soit pas déjà qualifié via les deux premiers critères. Un championnat continental ne sera ainsi désigné comme qualificatif que si le continent n’a pas obtenu de place via les critères 1 ou 2.
Le pays hôte se verra garantir une place de quota pour chaque genre ainsi qu'une autre au nom du principe de l'universalité. Seuls trois comités nationaux pourront présenter deux athlètes dans l'une des compétitions, les autres ne recevront au maximum qu'une seule place.
| Épreuve qualificative                     | Date                         | Lieu                   | Nombre de places par épreuve | Nations qualifiées                                                                                     | Nations qualifiées                                                                                                |
| Épreuve qualificative                     | Date                         | Lieu                   | Nombre de places par épreuve | Hommes                                                                                                 | Femmes |
| ----------------------------------------- | ---------------------------- | ---------------------- | ---------------------------- | --- | --- |
| Championnats du monde 2023                | 9-12 novembre 2023           | Birmingham Royaume-Uni | 5                            | Chine Japon Portugal Grande-Bretagne Autriche                                                          | Grande-Bretagne Chine États-Unis Canada Brésil                                                                    |
| Coupe du monde 2023-2024                  | de Février 2023 à Avril 2024 | Itinérant              | 10                           | Chine Nouvelle-Zélande France Athlètes neutres Brésil États-Unis Espagne Colombie Kazakhstan Allemagne | Chine Grande-Bretagne Japon Athlètes neutres France Nouvelle-Zélande Espagne Azerbaïdjan Athlètes neutres Géorgie |
| Championnats d'Afrique 2024               | 10-11 mai 2024               | Bizerte Tunisie        | 1                            | NC | Égypte |
| Réattribution quota continental inutilisé | NC                           | NC                     | 1                            | Australie                                                                                              | NC |

### Participants

Nation représentée par quatre athlètes
Nations représentées par trois athlètes
Nations représentées par deux athlètes
Nations représentées par un athlète

Les quotas obtenus lors des épreuves qualificatives étant attribués à un comité national olympique et non à un athlète spécifique, chaque nation est responsable de désigner les trampolinistes qui concourront aux Jeux olympiques. Le 23 avril 2024, la fédération néo-zélandaise a annoncé avoir attribué les deux quotas obtenus à Dylan Schmidt, médaillé de bronze du dernier tournoi olympique et champion du monde en 2022 et à Maddie Davidson, qui participera à ses deuxièmes Jeux consécutifs après avoir terminé à la dixième place à Tokyo.
En mai, le CNOSF a désigné Léa Labrousse et Pierre Gouzou comme représentants de l'équipe de France, tous deux récemment médaillés d'argent par équipe lors des mondiaux 2023. Le choix de Pierre Gouzou s’appuie sur sa régularité en Coupe du monde, ce qui lui a permis de dépasser dans la hiérarchie Allan Morante qui, malgré ses performances passées, a connu une baisse de régime. Parallèlement, l'Égypte a confirmé la qualification de Malak Hamza, la récente championne d'Afrique.

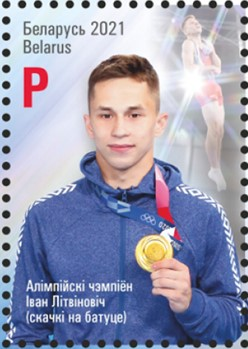
Le Biélorusse Ivan Litvinovich va défendre son titre sous les couleurs de l'équipe des athlètes individuels neutres.

En juin, les annonces de sélection se sont multipliées. L'Australie a désigné le jeune Brock Batty, tandis que le Canada a sélectionné Sophiane Méthot, double médaillée de bronze aux championnats du monde en 2017 et 2019. Le 13 juin, les Britanniques ont annoncé la participation de Zak Perzamanos chez les hommes, ainsi que celle d'Isabelle Songhurst et de Bryony Page, qui participera à ses troisièmes Jeux consécutifs après avoir remporté l'argent en 2016 et le bronze en 2020.
En raison de l'invasion de l'Ukraine par la Russie, les athlètes biélorusses et russes ne peuvent concourir sous leurs couleurs nationales. Cependant, certains d'entre eux sont autorisés à participer aux Jeux olympiques au sein de l'équipe des athlètes individuels neutres, à condition de ne pas soutenir activement la guerre et de ne pas être affiliés à l'armée russe ou biélorusse, ni à des agences de sécurité nationales. C'est dans ce cadre que les Biélorusses Ivan Litvinovich, champion olympique en titre, et Viyaleta Bardzilouskaya, ainsi que la Russe Anzhela Bladtceva, prennent part aux compétitions olympiques.
- Allemagne (1)
- Athlètes neutres (3)
- Australie (1)
- Autriche (1)
- Azerbaïdjan (1)
- Brésil (2)
- Canada (1)
- Chine (4)
- Colombie (1)
- Égypte (1)
- Espagne (2)
- États-Unis (2)
- France (2)
- Géorgie (1)
- Grande-Bretagne (3)
- Japon (2)
- Kazakhstan (1)
- Nouvelle-Zélande (2)
- Portugal (1)

## Compétition

### Format des compétitions
Chacun des concours de trampoline inclut une phase de qualifications et une finale. Lors des qualifications, les athlètes exécutent deux routines : une routine imposée et une routine libre. La routine imposée consiste en huit éléments notés uniquement sur l'exécution, et deux éléments notés sur l'exécution et la difficulté. La routine libre comprend dix éléments évalués sur l'exécution, la difficulté et le temps de vol, c'est-à-dire le temps passé en l'air.
Les huit meilleurs athlètes des qualifications se qualifient pour la finale, où ils exécutent une seule routine libre. Le classement final est déterminé uniquement par les performances réalisées lors de la finale, les scores des qualifications n'étant pas conservés. Les notes combinent l'exécution, la difficulté et le temps de vol pour établir le classement final.

### Concours masculin

#### Qualifications
| Rang | Athlète             | Pays                         | Routine imposée | Routine imposée | Routine imposée | Routine imposée | Routine imposée | Routine imposée | Routine libre | Routine libre | Routine libre | Routine libre | Routine libre | Routine libre | Meilleur score | Qualification |
| Rang | Athlète             | Pays                         | Diff.           | Exéc.           | Vol             | DH              | Pén.            | Note            | Diff.         | Exéc.         | Vol           | DH            | Pén.          | Note          | Meilleur score | Qualification |
| ---- | ------------------- | ---------------------------- | --------------- | --------------- | --------------- | --------------- | --------------- | --------------- | ------------- | ------------- | ------------- | ------------- | ------------- | ------------- | -------------- | ------------- |
| 1    | Ivan Litvinovich    | Athlètes individuels neutres | 18.400          | 16.800          | 18.520          | 9.700           | -               | 63.420          | 10.900        | 12.000        | 12.980        | 6.700         | -             | 42.580        | 63.420         | Q             |
| 2    | Wang Zisai          | Chine                        | 18.000          | 16.800          | 17.250          | 8.900           | -               | 60.950          | 18.000        | 17.100        | 17.630        | 9.500         | -             | 62.230        | 62.230         | Q             |
| 3    | Yan Langyu          | Chine                        | 17.100          | 17.200          | 17.720          | 9.400           | -               | 61.420          | 17.800        | 17.000        | 18.120        | 9.300         | -             | 62.220        | 62.220         | Q             |
| 4    | Dylan Schmidt       | Nouvelle-Zélande             | 17.400          | 16.100          | 17.110          | 8.900           | -               | 59.510          | 18.100        | 16.200        | 17.510        | 9.000         | -             | 60.810        | 60.810         | Q             |
| 5    | Gabriel Albuquerque | Portugal                     | 17.100          | 15.900          | 17.450          | 9.300           | -               | 59.750          | 9.800         | 8.000         | 8.670         | 4.600         | -             | 31.070        | 59.750         | Q             |
| 6    | Pierre Gouzou       | France                       | 17.100          | 14.900          | 16.920          | 9.600           | -               | 58.520          | 17.100        | 15.500        | 17.100        | 9.400         | -             | 59.100        | 59.100         | Q             |
| 7    | Zak Perzamanos      | Grande-Bretagne              | 17.400          | 14.500          | 17.400          | 9.500           | -               | 58.800          | 17.800        | 14.500        | 17.530        | 9.200         | -             | 59.030        | 59.030         | Q             |
| 8    | Ángel Hernández     | Colombie                     | 17.100          | 14.900          | 16.800          | 9.100           | -               | 57.900          | 17.800        | 14.800        | 16.840        | 9.200         | -             | 58.640        | 58.640         | Q             |
| 9    | Danil Mussabayev    | Kazakhstan                   | 17.800          | 14.400          | 16.770          | 9.100           | -               | 58.070          | 15.800        | 13.400        | 15.650        | 7.700         | -             | 52.550        | 58.070         |               |
| 10   | Aliaksei Shostak    | États-Unis                   | 17.200          | 14.500          | 16.550          | 9.100           | -               | 57.350          | 2.200         | 1.400         | 1.820         | 0.700         | -             | 6.120         | 57.350         |               |
| 11   | Fabian Vogel        | Allemagne                    | 9.100           | 7.100           | 8.620           | 4.300           | -               | 29.120          | 17.800        | 13.000        | 16.790        | 9.300         | -             | 56.890        | 56.890         |               |
| 12   | Rayan Dutra         | Brésil                       | 16.600          | 14.200          | 16.170          | 9.400           | -               | 56.370          | 16.800        | 14.500        | 15.910        | 9.000         | -             | 56.210        | 56.370         |               |
| 13   | Brock Batty         | Australie                    | 16.200          | 14.100          | 16.890          | 8.700           | -               | 55.890          | 7.100         | 5.400         | 7.150         | 3.500         | -             | 23.150        | 55.890         |               |
| 14   | David Vega          | Espagne                      | 17.000          | 13.000          | 16.220          | 9.400           | -               | 55.620          | 9.800         | 6.200         | 8.360         | 4.200         | -0.400        | 28.160        | 55.620         |               |
| 15   | Benny Wizani        | Autriche                     | 15.600          | 14.100          | 16.090          | 9.200           | -               | 54.990          | 4.300         | 2.900         | 3.460         | 1.800         | -             | 12.460        | 54.990         |               |
| 16   | Ryusei Nishioka     | Japon                        | 8.000           | 5.900           | 7.310           | 3.500           | -               | 24.710          | 11.400        | 8.400         | 10.650        | 5.300         | -             | 35.750        | 35.750         |               |

#### Finale
| Rang                                | Athlète             | Pays                         | Diff.  | Exéc.  | Vol    | DH    | Pén.   | Total  |
| ----------------------------------- | ------------------- | ---------------------------- | ------ | ------ | ------ | ----- | ------ | ------ |
| Médaille d'or, Jeux olympiques      | Ivan Litvinovich    | Athlètes individuels neutres | 18.400 | 16.700 | 18.490 | 9.500 | -      | 63.090 |
| Médaille d'argent, Jeux olympiques  | Wang Zisai          | Chine                        | 18.000 | 17.000 | 17.590 | 9.300 | -      | 61.890 |
| Médaille de bronze, Jeux olympiques | Yan Langyu          | Chine                        | 17.800 | 16.600 | 17.850 | 8.900 | -0.200 | 60.950 |
| 4                                   | Zak Perzamanos      | Grande-Bretagne              | 18.500 | 14.300 | 17.540 | 9.500 | -      | 59.840 |
| 5                                   | Gabriel Albuquerque | Portugal                     | 18.000 | 15.500 | 17.240 | 9.000 | -      | 59.740 |
| 6                                   | Pierre Gouzou       | France                       | 17.100 | 15.600 | 16.940 | 9.300 | -      | 58.940 |
| 7                                   | Ángel Hernández     | Colombie                     | 16.000 | 13.700 | 15.250 | 8.200 | -      | 53.150 |
| 8                                   | Dylan Schmidt       | Nouvelle-Zélande             | 6.300  | 5.000  | 5.500  | 2.700 | -      | 19.500 |

### Concours féminin

#### Qualifications
| Rang | Athlète | Pays | Routine imposée | Routine imposée | Routine imposée | Routine imposée | Routine imposée | Routine imposée | Routine libre | Routine libre | Routine libre | Routine libre | Routine libre | Routine libre | Total | Qualification |
| Rang | Athlète | Pays | Diff.           | Exéc.           | Vol             | DH              | Pén.            | Note            | Diff.         | Exéc.         | Vol           | DH            | Pén.          | Note          | Total | Qualification |
| ---- | ------- | ---- | --------------- | --------------- | --------------- | --------------- | --------------- | --------------- | ------------- | ------------- | ------------- | ------------- | ------------- | ------------- | ----- | ------------- |
| 1    |         |      |                 |                 |                 |                 |                 |                 |               |               |               |               |               |               |       | Q             |
| 2    |         |      |                 |                 |                 |                 |                 |                 |               |               |               |               |               |               |       | Q             |
| 3    |         |      |                 |                 |                 |                 |                 |                 |               |               |               |               |               |               |       | Q             |
| 4    |         |      |                 |                 |                 |                 |                 |                 |               |               |               |               |               |               |       | Q             |
| 5    |         |      |                 |                 |                 |                 |                 |                 |               |               |               |               |               |               |       | Q             |
| 6    |         |      |                 |                 |                 |                 |                 |                 |               |               |               |               |               |               |       | Q             |
| 7    |         |      |                 |                 |                 |                 |                 |                 |               |               |               |               |               |               |       | Q             |
| 8    |         |      |                 |                 |                 |                 |                 |                 |               |               |               |               |               |               |       | Q             |
| 9    |         |      |                 |                 |                 |                 |                 |                 |               |               |               |               |               |               |       |               |
| 10   |         |      |                 |                 |                 |                 |                 |                 |               |               |               |               |               |               |       |               |
| 11   |         |      |                 |                 |                 |                 |                 |                 |               |               |               |               |               |               |       |               |
| 12   |         |      |                 |                 |                 |                 |                 |                 |               |               |               |               |               |               |       |               |
| 13   |         |      |                 |                 |                 |                 |                 |                 |               |               |               |               |               |               |       |               |
| 14   |         |      |                 |                 |                 |                 |                 |                 |               |               |               |               |               |               |       |               |
| 15   |         |      |                 |                 |                 |                 |                 |                 |               |               |               |               |               |               |       |               |
| 16   |         |      |                 |                 |                 |                 |                 |                 |               |               |               |               |               |               |       |               |

#### Finale
| Rang                                | Athlète                 | Pays                         | Diff.  | Exéc.  | Vol    | DH    | Pén.  | Total  |
| ----------------------------------- | ----------------------- | ---------------------------- | ------ | ------ | ------ | ----- | ----- | ------ |
| Médaille d'or, Jeux olympiques      | Bryony Page             | Grande-Bretagne              | 15.000 | 16.400 | 15.580 | 9.500 | 0.000 | 56.480 |
| Médaille d'argent, Jeux olympiques  | Viyaleta Bardzilouskaya | Athlètes individuels neutres | 14.400 | 16.000 | 16.560 | 9.100 | 0.000 | 56.060 |
| Médaille de bronze, Jeux olympiques | Sophiane Méthot         | Canada                       | 15.000 | 15.600 | 15.250 | 9.800 | 0.000 | 55.650 |
| 4                                   | Zhu Xueying             | Chine                        | 14.400 | 16.500 | 15.710 | 8.900 | 0.000 | 55.510 |
| 5                                   | Anzhela Bladtceva       | Athlètes individuels neutres | 14.400 | 16.000 | 15.420 | 9.200 | 0.000 | 55.020 |
| 6                                   | Hikaru Mori             | Japon                        | 15.000 | 15.200 | 15.740 | 8.800 | 0.000 | 54.740 |
| 7                                   | Maddie Davidson         | Nouvelle-Zélande             | 14.000 | 15.100 | 15.930 | 9.200 | 0.000 | 54.230 |
| 8                                   | Hu Yicheng              | Chine                        | 3.200  | 3.300  | 3.390  | 1.900 | 0.000 | 11.790 |

## Résultats

### Podiums
| Épreuves          | Or                     | Argent                        | Bronze                |
| ----------------- | ---------------------- | ----------------------------- | --------------------- |
| Concours masculin | Ivan Litvinovich (AIN) | Wang Zisai (CHN)              | Yan Langyu (CHN)      |
| Concours féminin  | Bryony Page (GBR)      | Viyaleta Bardzilouskaya (AIN) | Sophiane Méthot (CAN) |

### Tableau des médailles
| Rang  | Nation                       | Or | Argent | Bronze | Total |
| ----- | ---------------------------- | -- | ------ | ------ | ----- |
| —     | Athlètes individuels neutres | 1  | 1      | 0      | 2     |
| 1     | Grande-Bretagne              | 1  | 0      | 0      | 1     |
| 2     | Chine                        | 0  | 1      | 1      | 2     |
| 3     | Canada                       | 0  | 0      | 1      | 1     |
| Total | Total                        | 2  | 2      | 2      | 6     |